# Lozeneț, Dobrici
Lozeneț (în bulgară Лозенец, în română Viișoara) este un sat în comuna Krușari, regiunea Dobrici, Dobrogea de Sud, Bulgaria. 
Între anii 1913-1940 a făcut parte din plasa Ezibei a județului Caliacra, România. În trecut s-a mai numit și Carabalar.Lângă localiatate a mai existat o așezare (azi dispăută) numită Omurchioi în timpul administrației românești.

## Demografie
Componența etnică a satului Lozeneț
     Bulgari (5,87%)
     Nicio identificare (84,77%)
     Turci (8,62%)
     Romi (0,73%)
La recensământul din 2011, populația satului Lozeneț era de 545 locuitori. Nu există o etnie majoritară, locuitorii fiind turci (8,62%) și bulgari (5,87%). Pentru 84,77% din locuitori nu este cunoscută apartenența etnică.